# My Heart Will Go On
My Heart Will Go On, även kallad Love Theme from Titanic, är en sång skriven av James Horner och Will Jennings som fick i uppdrag av James Cameron att skriva signaturmelodin för filmen Titanic från 1997. Sången spelades in av Céline Dion på albumet Let's Talk About Love från 1997 och gavs även ut som singel på CD och kassett den 8 december samma år. I Sverige låg den i början och mitten av 1998 på försäljningslistan och Trackslistan där den blev 1998 års största hitlåt och dessutom hela 1990-talets mest framgångsrika hit på Trackslistan.

## Listplaceringar
| Lista (1997)                               | Topplacering |
| ------------------------------------------ | ------------ |
| Australiska singellistan                   | 1            |
| Tyska singellistan                         | 1            |
| Lista (1998)                               | Topplacering |
| Österrikiska singellistan                  | 1            |
| Belgiska singellistan för Flandern         | 1            |
| Belgiska singellistan för Vallonien        | 1            |
| Kanadensiska singellistan                  | 14           |
| Kanadensiska DBS-spellistan                | 1            |
| Canadian BDS Adult Contemporary Chart      | 1            |
| Kanadensiska RPM-toppsinglar               | 1            |
| Kanadensiska RPM Adult Contemporary        | 1            |
| Danska singellistan                        | 1            |
| Nederländska singellistan                  | 1            |
| Europeiska singellistan                    | 1            |
| Finländska singellistan                    | 1            |
| Franska singellistan                       | 1            |
| Grekiska singellistan                      | 1            |
| Irländska singellistan                     | 1            |
| Italienska singellistan                    | 1            |
| Japanska singellistan                      | 34           |
| Nyzeeländska singellistan                  | 34           |
| Norska singellistan                        | 1            |
| Spanska singellistan                       | 1            |
| Svenska singellistan                       | 1            |
| Schweiziska singellistan                   | 1            |
| Brittiska singellistan                     | 1            |
| US Billboard Hot 100                       | 1            |
| US Billboard Hot Adult Contemporary Tracks | 1            |
| US Billboard Hot Adult Top 40 Tracks       | 3            |
| US Billboard Hot Latin Pop Airplay         | 1            |
| US Billboard Hot Latin Tracks              | 1            |
| US Billboard Latin Tropical Airplay        | 2            |
| US Billboard Rhythmic Top 40               | 3            |
| US Billboard Top 40 Mainstream             | 1            |

## Andra inspelningar
- Svenska dansbandet Thorleifs spelade in sången på sitt studioalbum Saxgodingar 4 1998.[36]

### Fotnoter
1. ↑  ”Tracks hits 1998 - Melodier topp 100”. Sveriges radio. 10 mars 1998. http://sverigesradio.se/sida/artikel.aspx?programid=2696&artikel=4452036. Läst 30 augusti 2016.
2. ↑  ”90-talets hits”. Sveriges radio. 3 maj 2011. http://sverigesradio.se/sida/artikel.aspx?programid=2696&artikel=4485191. Läst 30 augusti 2016.
3. ↑  Australiska singellistan
4. ↑  ”Tyska singellistan”. Arkiverad från originalet den 12 april 2012. https://web.archive.org/web/20120412043143/http://www.musicline.de/de/chartverfolgung_summary/artist/Dion,Celine/?type=single. Läst 10 juni 2010.
5. ↑  Österrikiska singellistan
6. ↑  Belgiska singellistan för Flandern
7. ↑  Belgiska singellistan för Vallonien
8. ↑  ”Kanadensiska singellistan”. Arkiverad från originalet den 2 november 2006. https://web.archive.org/web/20061102033411/http://jam.canoe.ca/Music/Charts/SINGLES.html. Läst 10 juni 2010.
9. ↑  ”Arkiverade kopian”. Arkiverad från originalet den 7 februari 2005. https://web.archive.org/web/20050207023616/http://jam.canoe.ca/Music/Charts/BDS_1.html. Läst 3 november 2008.
10. ↑  ”Canadian BDS Adult Contemporary Chart”. Arkiverad från originalet den 23 september 2015. https://web.archive.org/web/20150923183042/http://www.bdsradio.com/pdweb/pdweb.dll/login?GUID=%7B5B9A8C32-7D8D-4ADC-B5EB-F5AD075BC376%7D. Läst 24 mars 2021.
11. ↑  Top Singles - Volume 66, No. 23, March 02 1998 Arkiverad 14 oktober 2012 hämtat från the Wayback Machine.. Läst 16 maj 2010.
12. ↑  Adult Contemporary - Volume 66, No. 18, January 26 1998 Arkiverad 15 augusti 2011 hämtat från the Wayback Machine.. Läst 16 maj 2010.
13. ↑  Danska singellistan
14. ↑  Nederländska singellistan
15. ↑  Europeiska singellistan Arkiverad 11 mars 2005 hämtat från the Wayback Machine.
16. ↑  Finländska singellistan
17. ↑  Franska singellistan
18. ↑  ”Grekiska singellistan”. Arkiverad från originalet den 30 maj 2010. https://web.archive.org/web/20100530233930/http://www.ifpi.gr/chart01.htm. Läst 10 juni 2010.
19. ↑  Irländska singellistan
20. ↑  ”Italienska singellistan”. Arkiverad från originalet den 11 februari 2010. https://web.archive.org/web/20100211111207/http://www.fimi.it/classifiche_digital.php. Läst 10 juni 2010.
21. ↑  Japanska singellistan
22. ↑  ”Nyzeeländska singellistan”. Arkiverad från originalet den 25 maj 2012. https://archive.is/20120525114516/http://charts.org.nz/showitem.asp?interpret=C%E9line+Dion&titel=My+Heart+Will+Go+On&cat=s. Läst 10 juni 2010.
23. ↑  Norska singellistan
24. ↑  Spanska singellistan
25. ↑  Svenska singellistan
26. ↑  Schweiziska singellistan
27. ↑  Brittiska singellistan
28. ↑  ”Billboard Hot 100”. Arkiverad från originalet den 6 januari 2008. https://web.archive.org/web/20080106162106/http://www.billboard.com/bbcom/charts/chart_display.jsp?g=Singles&f=The+Billboard+Hot+100. Läst 10 juni 2010.
29. ↑  Hot Adult Contemporary Tracks
30. ↑  ”Hot Adult Top 40 Tracks”. Arkiverad från originalet den 21 juni 2008. https://web.archive.org/web/20080621091521/http://www.billboard.com/bbcom/charts/chart_display.jsp?g=Singles&f=Hot+Adult+Top+40+Tracks. Läst 10 juni 2010.
31. ↑  Latin Pop Airplay
32. ↑  Hot Latin Tracks
33. ↑  Latin Tropical Airplay
34. ↑  Rhythmic Top 40
35. ↑  Top 40 Mainstream
36. ↑  ”Saxgodingar 4” (på engelska). Svensk mediedatabas. 10 mars 1998. http://smdb.kb.se/catalog/id/001516590. Läst 2 september 2010.